# Сусина, Наталья Сергеевна
Наталья Сергеевна Сусина — федеральный судья по уголовным делам Замоскворецкого суда Москвы, получившая известность после вынесения приговоров 4 фигурантам Болотного дела и экс-сенатору Провкину.
С 1985 по 1993 год работала секретарём судебного заседания, с 1993 года стала помощником прокурора, затем следователем по особо важным делам. С 1997 года она помощник, затем старший помощник Кузьминского межрайонного прокурора города Москвы.
6 февраля 2000 года назначена судьёй Замоскворецкого межмуниципального (районного) суда Центрального административного округа города Москвы. 11 августа 2003 года и 31 мая 2004 года её полномочия были подтверждены.
2 марта 2004 года отклонила жалобу движения «За права человека» на действия московской прокуратуры по делу о «Норд-Осте». 11 ноября 2004 года в процессе рассмотрения жалобы Павла Финогенова о признании необоснованным отказа прокуратуры в возбуждении уголовного дела по факту незаконного использования наркотических средств сотрудниками правоохранительных органов при проведении спецоперации на Дубровке, в результате которой погиб его брат Игорь, судья Сусина добилась от прокуратуры предоставления суду собственно текста отказа.